# Drávská bánovina

Drávská bánovina

 Drávská bánovina (slovinsky Dravska banovina) byla jednou z původních devíti bánovin (oblastí), na které bylo v letech 1929 – 1941 rozčleněno Království Jugoslávie. Nacházela se na severozápadě Jugoslávie a připadla k ní prakticky všechna slovinská území, jež byla tehdy součástí Jugoslávie. Sousedila se Sávskou bánovinou, po dohodě Maček–Cvetković v srpnu 1939 s Chorvatskou bánovinou. Byla pojmenována po řece Drávě. Správním městem Drávské bánoviny byla Lublaň.
Funkci králem jmenovaného bána, jenž stál v čele bánoviny, postupně zastávali Dušan Sernec (9. října 1929 – 4. prosince 1930), Drago Marušič (4. prosince 1930 – 8. února 1935), Dinko Puc (8. února 1935 – 10. září 1935) a Marko Natlačen (10. září 1935 – 16. dubna 1941).